# Nella Marchesini
 Nella Marchesini (* 6. Oktober 1901 in Marina di Massa, Italien; † 17. August 1953 in Turin, Italien) war eine italienische Malerin und Illustratorin.

## Leben und Werk

Das Studienfenster (1931); Öl auf Karton

Marchesini war eines von fünf Kindern des Professors für Mathematik und Physik am Gymnasium von Massa, Alessandro Marchesini und seiner Frau Bice Cristiani. Sie zog um 1916 mit ihrer Familie nach Turin. Mit ihren älteren Schwestern Maria und Ada besuchte sie den Kreis von jungen Intellektuellen, darunter Carlo Levi, Ada Prospero, Natalino Sapegno, Federico Chabod, Elena Valla, Edmondo Rho, den der Publizist Piero Gobetti um sich versammelte. Gobetti gründete im November 1918 seine erste Zeitschrift Energie nove und trat für die progressiven Positionen von Gaetano Salvemini ein, wie Aufbau der Volksbildung und Frauenwahlrecht.
Marchesini begann im Alter von 20 Jahren zu malen und Gobetti macht sie mit Felice Casorati bekannt, dessen erste Schülerin sie wurde. Casorati gründete eine Schule, die bis Anfang der dreißiger Jahre bestand und zu deren Schülern Marisa Mori, Paola Levi-Montalcini, Albino Galvano, Daphne Maugham, Riccardo Chicco, Lalla Romano gehörten. Sie wurde die Assistentin von Casorati und seine Lieblingsschülerin, die als Modell für Werke wie Silvana Cenni ausgewählt wurde. Sie unterstützte ihn in der Lehrtätigkeit und übernahm von 1923 bis 1930 die administrative Leitung der Schule.
Die erste malerische Phase von Marchesini war geprägt vom Studium der alten Meister und durch Kunstbesuche in Florenz, Padua und Ferrara. Ihre Kunst war als Werkzeug für eine autobiografische Reflexion angelegt, wie die Häufigkeit der Selbstporträts bezeugt. Ab 1929 besuchte sie das Turiner Atelier von Ugo Malvano, den sie 1930 heiratete und mit dem sie drei Kinder bekam. Malvano stammte aus einer jüdischen Familie und mit dem Aufkommen des Faschismus in Italien in den 1930er Jahren und nach der Verabschiedung der Italienischen Rassengesetze von 1938 wurde das Leben des Künstlerpaares immer mehr eingeengt. Das Paar zog sich aus der Stadt in die Landschaft um Turin zurück, um der alltäglichen Unterdrückung so gut wie möglich zu entkommen. Nach Ausbruch des Zweiten Weltkriegs zieht Marchesini 1940 mit ihrer Familie zunächst nach Drusacco in Valchiusella und dann Ende 1944 nach Rosero. Während dieser Zeit arbeitete Marchesini an kleinen Gemälden, hauptsächlich Landschaften, und konzentrierte sich auch mehr auf das Schreiben von Prosa und Poesie.
Nach dem Krieg stellte sie wieder in Italien und im Ausland aus, in London, wo sie 1950 an der Jubiläumsausstellung des Women’s International Art Club teilnahm, und 1946 zusammen mit ihrem Mann in den Räumen der neu eröffneten Galleria La Bussola in Turin.
Malvano starb 1952 und Marchesini organisierte eine große Retrospektive seines Werks. Ihr Gesundheitszustand begann sich zu verschlechtern und sie starb im folgenden Jahr im Alter von 51 Jahren. In der Kunstgeschichte war sie so gut wie vergessen, aber im 21. Jahrhundert wurde ihre Arbeit wiederentdeckt.
Marchesini war auch Illustratorin und einige ihrer Zeichnungen wurden 1994 in Turin und 2007 in der Galleria Le Immagini und in der Galleria del Ponte ausgestellt. Sie illustrierte 1952 auch Cinque bambini e tre mondi, von Ada Prospero, Gobettis Witwe, die 1937 ihren Bruder Ettore Marchesini heiratete.
Ihre Gemälde befinden sich in Privatsammlungen und in den Sammlungen der Galleria civica d’arte moderna e contemporanea in Turin, die das Museum 1954 und dank der Schenkung der Malvano-Marchesini-Erben im Jahr 1978 erworben hat.

## Auszeichnungen
- 1946: Hauptpreis der Biennale di Venezia

## Ausstellungen (Auswahl)
- 1926: Promocite, Turin
- 1928: Biennale di Venezia
- 1929: Galeria Milano
- 1930: Galeria Valle, Genua
- 1930: Biennale di Venezia
- 1931: Zappeion, Athen[5]
- 1931: Quadriennale di Roma
- 1932: Biennale di Venezia
- 1935: Quadriennale di Roma
- 1946: Galleria La Bussola, Turin
- 2009: Villa Valero, Turin
- 2015: Un’opera di Nella Marchesini sul Corriere della Sera, Galleria d’Arte Opere Scelte, Turin
- 2015: È uscito il Catalogo generale dei dipinti di Nella Marchesini, Auditorium Fondazione Ferrero, Alba
- 2015: Un’opera di Nella Marchesini al MART, Museo d’arte moderna e contemporanea di Trento e Rovereto
- 2017: Un eterna bellezza, Museo d’arte moderna e contemporanea di Trento e Rovereto
- 2019: NELLA MARCHESINI. Life in Painting. Works from 1920 to 1953, GAM, Turin[6][7]